# 1898–1899-es svájci labdarúgó-bajnokság (első osztály)
Az 1898–1899-es Swiss Serie A volt a 2. alkalommal megrendezett, legmagasabb szintű labdarúgó-bajnokság Svájcban.
A címvédő a Grasshoppers volt. A bajnokságot az Anglo-American Club Zürich csapata nyerte.

## A szezon
A svájci bajnokságot kieséses versenyként játszották, amelyet három regionális csoportra osztottak: Kelet (Zürich régió), Közép (északnyugat Svájc) és Nyugat (Romandia). A csoportok győztesei körmérkőzéses döntőt játszottak.
A keleti csoportban az Anglo-American Club Zürich a Grasshoppers ellen mérkőzött meg. A játszma döntetlen lett, így ismétlésre volt szükség, amit az Anglo-American nyert meg. A következő fordulóban az FC Zürichellen győztek 5-0-ra, így továbbjutottak a döntőbe.
A központi csoportban az FC Basel az Old Boys játszott egymással döntetlent, így itt is egy újrajátszásra volt szükség, amelyet egy hónappal később rendeztek meg és szintén döntetlen lett. Az Old Boys követelte, hogy érvénytelenítsék a Basel góljait, amelyet hosszú idő után de elfogadtak, így az Old Boys is bekerült a döntőbe.
A döntő rájátszásában a Lausanne FC and CC angol játékosainak többsége nem volt hajlandó lejátszani az Old Boys elleni meccset, mert az vasárnapra volt kiírva, így az Old Boys jutott tovább. Ez volt a svájci futballtörténelem első nem lejátszott mérkőzése.

## Csoportok

### Keleti csoport
| Club                       | Score | Club                    |
| -------------------------- | ----- | ----------------------- |
| Anglo-American Club Zürich | 3–3   | Grasshopper Club Zürich |
| Anglo-American Club        | 2–1   | Grasshopper Club Zürich |
| Anglo-American Club        | 5–0   | FC Zürich               |

### Központi csoport
| Club     | Score | Club  |
| -------- | ----- | ----- |
| Old Boys | 1–1   | Basel |
| Old Boys | 2–1   | Basel |

### Nyugati csoport
| Club               | Score | Club          |
| ------------------ | ----- | ------------- |
| Yverdon            | 2–0   | Neuchâtel     |
| Lausanne FC and CC | 4–0   | Geneva United |
| Lausanne FC and CC | 6–2   | Yverdon       |

## Döntők
| Club           | Score | Club               |
| -------------- | ----- | ------------------ |
| Old Boys       | —     | Lausanne FC and CC |
| Anglo-American | 7–0   | Old Boys           |